# StooShe
 (mars 2012).
Si vous disposez d'ouvrages ou d'articles de référence ou si vous connaissez des sites web de qualité traitant du thème abordé ici, merci de compléter l'article en donnant les références utiles à sa vérifiabilité et en les liant à la section « Notes et références ».

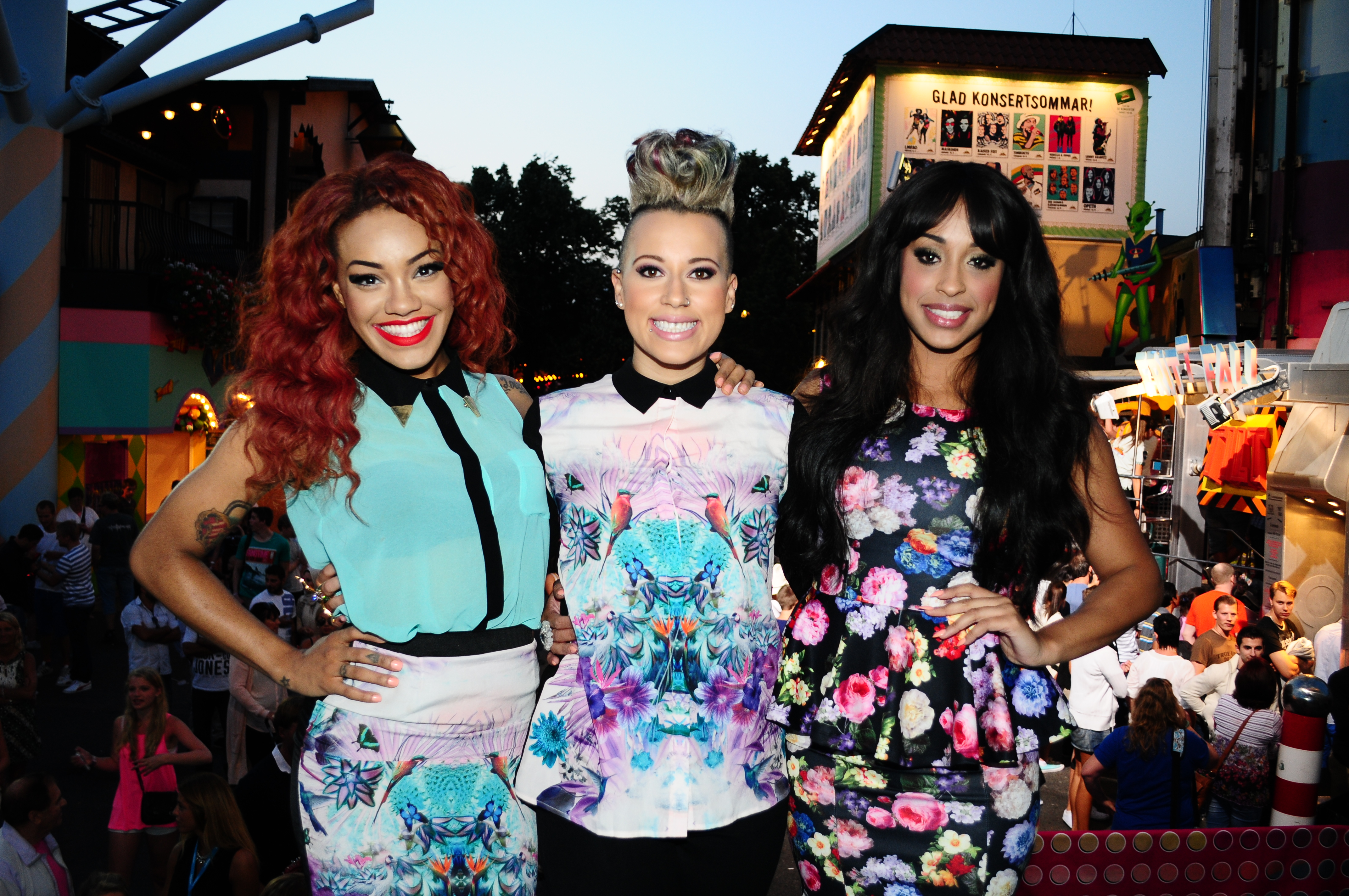
StooShe en 2012.

StooShe est un groupe de RnB, pop et hip-hop créé à Londres,,. Le groupe, composé de Alexandra Buggs, Karis Anderson et Courtney Rumbold, choisies par Jo Perry, a signé un contrat avec Warner Music Group en août 2011, avec le buzz de son single "Betty Woz Gone" le 28 octobre 2011. Le groupe a sorti son premier single officiel Love Me en mars 2012 avec Travie Mc Coy. Ce single a atteint la cinquième place des singles charts britanniques et la septième des singles charts écossais[réf. nécessaire]. Le groupe a fait l'ouverture de concerts de Nicki Minaj.